# 特命戰隊Go Busters
《特命戰隊Go Busters》是由日本東映製作的《超級戰隊系列》第36部特攝作品，於2011年（平成24年）2月26日至2013年2月10日期間每週日上午7時30分在朝日電視台首播。

## 本作特色
- 本作繼《電磁戰隊百萬連者》後，第二次採用「數碼」[4]以及首次採用「機械」為主題的戰隊，亦也是繼《秘密戰隊五連者》後，第二次採用「間諜」為主題的戰隊。
- 本作繼《特搜戰隊刑事連者》後，睽違8年後再次出現摩托車座騎的戰隊。
- 本作繼《太陽戰隊太陽火神》、《超獸戰隊生命人》、《忍風戰隊破裏劍者》及《獸拳戰隊激氣連者》後，初期成員中第五次採用3個人的戰隊。
- 本作繼《秘密戰隊五連者》、《JAKQ電擊隊》、《戰鬥狂熱 J》和《未來戰隊時間連者》後，第五次出現非黑色眼罩的戰隊。
- 本作最大的特色是取消了使用每集同樣固定鏡頭的變身特寫和依序唱名這兩種近代戰隊特有的必備畫面，改用每回不固定模式，且不强求全員到齊[5]。本作與前作《海賊戰隊豪快者》做出了區分，也就是與過去的戰隊系列風格完全不同，同時取消了“怪人被打爆並巨大化”的設定（第32話除外），在21世紀以來相當少見[6]，使等身戰與巨大戰同時進行[7]。
- 本作繼《爆龍戰隊暴連者》後，睽違9年後再次出現非實際獲得力量的戰士。
- 本作繼《恐龍戰隊獸連者》、《未來戰隊時間連者》和《爆龍戰隊暴連者》後，第四次出現追加戰士設定為最後陣亡。
- 本作繼《轟轟戰隊冒險者》和《炎神戰隊轟音者》後再次使用「金」和「銀」兩種配色作為追加成員的配色。
- 以往戰隊各成員唱名完畢後會全部一起喊戰隊的名稱，而本作各成員唱名完畢後並不會喊戰隊名稱，只會由紅戰士喊出「Busters，Ready Go！」，例外的是《海賊戰隊豪快者 VS 宇宙刑事卡邦 The Movie》、《特命戰隊Go Busters VS 海賊戰隊豪快者 THE MOVIE》和《獸電戰隊強龍者 VS Go Busters 恐龍大決戰！ 再見永遠的朋友啊》中唱名完畢後會喊出戰隊的名稱。
- 本作繼《忍风战队破裏剑者》後戰士的头盔和驾驶机体以独角仙和鍬形蟲为原型。
- 本作首次出現由工作人員在後台人手合體，並非由戰隊成員操控合體而成的合體機械人[8]。
- 本作戰鬥結束時就脫下頭盔[9][10]。
- 自《轟轟戰隊冒險者》以來連續七次將以女性黃色戰士設定為主要初期成員，同時這也是2010年代之中出現的第三位女性黃色戰士。
- 命名方面，本作是繼《JAKQ電擊隊》、《戰鬥狂熱 J》、《太陽戰隊太陽火神》、《大戰隊風鏡V》及《救急戰隊GOGOV》後，第六次不使用『__連者』、『__者』或『__人』作為標題命名的戰隊，並首次使用英文單字Buster(s)來命名，且戰隊名稱是用名詞複數命名，因此多了一個s（ズ）的音。隊員也不使用「OO+顏色」為名。
- 在主題曲方面，第一首片頭曲繼《忍者战队隐连者》後第二次取消了自1982年《大戰隊風鏡V》開始的片頭隊呼（title call），並且標題亦改成在歌曲結束前才出現，但在第二首片頭曲中恢復了隊呼。
- 在巨型機器人戰鬥場面，採取許多真實自然光外景拍攝；而本作巨大战并非通常“结尾过场”一用，而是作为剧情存在，剧中亦有很多写实化的描写，如能量供给、更换装备、替换设备等，更有单集巨大战占有三分之二的时长的局面。
- 本作繼前作《海賊戰隊豪快者》在變身前後成員彼此間都是以名字稱呼的做法。
- 服裝風格偏向《金屬英雄系列》，歷年來戰隊變身服裝主要以緊身衣為主，但是這一代戰隊變身後的服裝質料是以皮衣為主，與往年戰隊相較衣服質感比較厚實。
- 本作為頭盔爆甲次數最多的戰隊。
- 採用一部份美版《金剛戰士系列》的術語，如Morphin、Megazord等。
- 初期合體機器人在第六話才出場，為目前21世紀戰隊中最遲出場的最初期合體機器人。
- 機器人方面有三部可以三段變形的人形機器人，另外本作的所有合體機組均可變形，為系列中首次。
- 第28話開始更換全新的主題曲，亦為系列中首次[11]。
- 本作繼《五星戰隊大連者》、《忍者戰隊隱連者》、《超力戰隊王連者》、《激走戰隊車連者》、《電磁戰隊百萬連者》、《未來戰隊時間連者》、《爆龍戰隊暴連者》、《魔法戰隊魔法連者》、《炎神戰隊轟音者》和《侍戰隊真劍者》後再次出現由紅戰士專屬的戰鬥機器人。

## 故事概要
新西曆1999年，一個超級電腦主程式感染了病毒，此電腦病毒具有自我，轉眼間佔據了傳輸研究中心的主控電腦並開始狂飆；人類只好選擇把整棟研究中心都轉移到異空間。在這同時，人類也因此得到了新的能源「Enetron」。
另一方面，這事件也讓3名在轉移異空間前逃離研究中心的少年少女，以及3台工作機器人的命運產生很大的變化。
13年後的新西曆2012年，Enetron已經成為人類日常生活中的必備能源。可是，當年那個被轉移到異空間的電腦病毒卻又再次回到了這個世界。任命前往克服這個危機的，便是13年前的事件後得到了特殊力量的3名「Busters」，和得到了自我的3台原本用於輔助工作的機器人「Buddyroid」。
他們就是接受了「守護人們」的這個「特命」而戰的戰士——「特命戰隊Go Busters」！

## 故事背景
這是一個跟日本相似的世界——
新西曆1999年，一個超級電腦主程式感染了病毒，此電腦病毒具有自我，轉眼間佔據了傳輸研究中心的主控電腦並開始狂飆；人類只好選擇把整棟研究中心都轉移到異空間。在這同時，人類也因此得到了新的能源「Enetron」。
另一方面，這事件也讓3名在轉移異空間前逃離研究中心的少年少女，以及3台工作機器人的命運產生很大的變化。
13年後的新西曆2012年，Enetron已經成為人類日常生活中的必備能源。可是，當年那個被轉移到異空間的電腦病毒卻又再次回到了這個世界。任命前往克服這個危機的，便是13年前的事件後得到了特殊力量的3名「Busters」，和得到了自我的3台原本用於輔助工作的機器人「Buddyroid」。
他們就是接受了「守護人們」的這個「特命」而戰的戰士——「特命戰隊Go Busters」！
「Busters，Ready Go！」

### 13年前的一場災難
新西曆1999年，於日本境內大南地區，一處名為傳輸研究中心的機構——擁有專屬Enetron能量儲存槽的新型研究所——在聖誕節的晚上，研究所主系統無預警地被來歷不明的程式病毒入侵和感染。此程式病毒在獲取龐大的數據資料後，衍生出了自我意識，並且演變成最糟糕的情況——生命體Messiah的出現。
情況緊迫之下，研究所所長（弘的父親）作出了重大的抉擇。為了避免Messiah現象（感染病毒後電腦程式的成長、擴散）藉由網際網路擴散，蔓延到全世界，決定使用物質傳輸裝置將整棟建築物轉移到亞空間，並囑託部下黑木猛（後為特命部的司令官）要將病毒程式shut down。然而，雖然能暫時的渡過危機，但Messiah現象總有一天會從亞空間穿梭回來。同時，困在研究室裡的人員（弘、陽子的父母親也在其中）也因此生死未卜。
所長想解救身在研究所裡的弘（7歲）、龍次（15歲）和陽子（4歲）。他為避免他們遭受波及，在這三個孩子以及三台工程機器人體內植入能抵抗病毒（meta-virus）的疫苗程式，在研究所將被轉移到亞空間前的千鈞一髮之際將其送出研究所外。由於疫苗程式的關係，三個孩子熬過普通人無法負荷的物質傳送過程，同時得到了特殊的超力量，背負著長大後必須成為Go Busters的特殊任務，卻也同時背負著如同電腦般麻煩的副作用與弱點。三台工程機器人也有了屬於自身的意識，成為「Buddyroid」，也成為三位Go Busters的得力夥伴。

## 用語
新西曆
劇情舞台中使用的年號。與作品放映時的西元同為2012年。
Enetron／創能源（港譯）
在新西曆被發現的超能源。即使產生微量的能源爆發，也無危害人體安全之虞，是為一純淨的能源。一般用的電氣、瓦斯、石油等等，在新西曆都以Enetron作為替代，同時也為人類的生命之源。某些地區的街道上設有高層且大尺寸的「能源儲存罐Enetron Tank」，Vaglass的Messiah復活後需要大量的Enetron，故常以此為目標進行侵略。數量單位計為「Tron／創（港譯）」。
能源管理局
將Enetron作為中心能源，進行管理和調查的組織。
Go Busters基地
位於都市地下70米處的基地，而作為頭腦的司令室為中心，配備各種不同部門和住址區。
Buster Machine的機庫則都被分散放在東西橫跨達3.5公里，南北長達2.7公里的各區域裡。
司令室以及城市各處都被名為『Shooter』的道路相連著，而各成員和Buster Machine的出入口都被掩蓋住。
通過複雜的道路互相連接而構成的巢型分佈構造，是用作防備敵人襲擊等突發事故。
裡面具體的人數不明，不過，平日有大量的工作員和職員工作著。
轉送研究中心
以前黑木和雅人本人，以及弘的父母和陽子的母親工作的研究設施。隸屬能源管理局。
13年前Messiah被佔據的時候，全部設施被作為所長的櫻田洋介轉送了到亞空間。
現在，Vaglass佔據了這個設施作為據點，並利用裡面的傳送設備和現世襲擊。
亞空間
由弘的父親意外發現的一個次元空間，亦是轉送研究中心的研究目標項目之一。
平常人一旦傳送入亞空間後都會被數據化，唯獨在米加巨人製造的虛擬亞空間範圍內會變得呼吸困難，故此進入亞空間為非常危險的事。
於亞空間內除了被當作Vaglass據點的轉送研究中心外，雅人用以存放BC-04 Beetle的機庫亦位於亞空間內。
於Mission 30轉送研究中心被搗毀後亞空間變得非常不穩定，於Mission FINAL與Enter的決戰結束後亞空間完全崩塌。
Meta Virus／米達病毒（港譯）
儲存在Enter手持的卡片裡的電腦病毒，與Escape比較不同是直接儲存類似IPad裝置裡面。
基於其行為而命名為“燃燒”，“噬咬”等名稱。
只要把這注入到無機物上，便能令其變成Metaloids。
Messiah Card／彌賽亞卡片（港譯）
Enter以自己備份的Messiah部份數據製成的卡片，共13枚。
跟Meta Virus不同其命名方式是以“Messiah **”的格式來命名。
卡片會親自選擇無機物來進行融合，同時進行生成Messiahroids和Megazords改造及轉送。
由於這種卡片生成的Messiahroids有著Messiah的人格，所以被Enter稱為如同會成長的植物種子般的「Messiah的種子／」。
卡片被指一旦融合就沒法分開，但只有Enter可以把它取出。
Avatar
由數據資料所組成的分身，使用者為Enter、阵雅人和Escape。
因為只是個使用了人類的影像的數據資料，故不存在所謂的心跳聲。
但是，日常行為如吃飯等也是可以的。
不過當分身受到傷害時，本體也會受傷。

## 登場角色

### 能源管理局特命部

#### Go Busters
本作戰隊不以「XX+顏色」命名，紅藍黃戰士是以「顏色+Buster」命名，而金銀戰士則以「XX+Buster」命名。
櫻田 弘 ／ Red Buster
演：鈴木勝大
特命部的ID為555・913・315。是位冷靜中帶有熱情的戰士。
在13年前的事件中失去了父母，跟相差七歲的姐姐梨香同居。
個性是有話就直說，而且說得很明白，一針見血，也因為這樣有時會被尼克責罵，也令陽子不滿。
意外的，他還有過於自信這個令人討厭的一面存在。
在疫苗程式的影響下獲得了瞬間加速能力，但弱點是一看到公雞就會呈現五分鐘的「當機」狀態，但是視線沒有離開公雞狀況下會一直維持不知何時，但是根據Mission 28內容表示，小時候因為被反鎖在雞舍所造成的後遺症，因此實際引發弱點的關鍵不明；Mission 47內容表示，最後破解的方法就在開始當機時讓他人攻擊自己。跟陽子互有好感。
於Mission 48揭露其體內被闇特植入了Messiah Card 13，並被闇特當作是備用資料庫，不只是艾斯凱貝跟過去被摧毀的彌賽亞所蒐集的資料，連Go Buster的資料都被儲存在其內部。
於Final Mission通过数据化将体内卡片转移到陣雅人，但後果令陣雅人的本尊消失。
岩崎 龍司 ／ Blue Buster
演：馬場良馬
在特命部的ID為222・458・804。
成員中為最年長，具隊長身分。是位坦率兼努力型的戰士。
因為對比起其他兩人較遲接受訓練，為了彌補這個差距所以每天都在自主訓練。所以肌肉是十分結實的。
在疫苗程式的影響下獲得了臂力強化能力，發動時肌肉都會馬上變得非常非常的強壯，但弱點是一旦身體過熱或在高溫的地方時間過長就會發生「熱失控」反應。這時候性格會變得凶暴好戰，戰鬥起來時更敵我不分的攻擊起來，但是有時候龍次會故意引發熱失控以增強自己的戰鬥力，熱失控過後就會微笑地躺在地上。因為從小與陽子長大的關係，變成Go Busters之後把陽子當成親生妹妹看待。
在弘加入後則經常調解弘和陽子之間的爭執。
其後當陣雅人出現其間不斷給予教導，並推薦技術書。
於Final Mission於能源管理局擔任的工程師。
宇佐見 陽子 ／ Yellow Buster
演：小宮有紗
在特命部的ID為777・117・464。成員中的一點紅，亦是最年輕的一人。剛強、充滿自信的女戰士。
基於還是在學年齡的關係，所以平時由兔田擔任其老師，不過她似乎很討厭念書，特別是完全不懂英文。
但偶然她還是有脆弱的一面，當她第一次遇上熱失控的龍司便哭了起來，但是之後令自己更加堅強起來。
在疫苗程式的影響下獲得了腿力強化能力，但弱點是要是不吃甜食就會進入「電量不足」模式，無氣力正常活動。
最初從夥伴機器人Usata口中聽到有關弘的事情，而誤會弘的弱點是變成只會跟姐姐撒嬌。
後來回想起13年前弘對著哭泣的自己許下「一定會變回原狀」的約定，並知道他是為了守護這「約定」才加入Go Busters而對他改觀。跟弘互有好感。
但對於弘的一針見血的話還是不滿。
於Final Mission正式回到學校繼續念書。
陣 雅人 ／ Beet Buster
演：松本寬也
在特命部的ID為198・662・125。為當時能源管理局的天才工程師，亦是龍司憧憬的前輩。
與黑木猛同期，並稱呼他為「小黑／」。
在13年前的傳輸研究中心事件中連同研究所被轉移到亞空間，卻突然以27歲的面貌在眾人面前出現。
但這個姿態其實只是跟闇特一樣由數據製成的分身（Avatar），本尊其實還留在亞空間內。
雖然是天才，但性格輕率，是個以「不完美的才是有趣（完璧でない方が面白い）。」為信條的怪人。
不斷收集闇特的原因是想將本尊從亞空間傳送回來，而目前本尊則安放在Beetle和Stag Beetle的機庫中。
在13年前的傳輸研究中心事件因為還在工作而無法確定其他人是否還生存，但實際上一直都與他們聯絡著。
在Final Mission因幫Red Buster取出Messiah Card13而無法承受巨大的數據資料導致肉體消失，打敗Enter後分身消失，之後以數據形態提醒Go Busters立即離開亞空間。
變身而成的Beet Buster配色偏向金黃色而不是純金色，部分Buster Suit零件來自於彼得·J·阿角，所以，當彼得·J·阿角不在身邊就無法變身。
在劇場版《獸電戰隊強龍者 VS Go Busters 恐龍大決戰！ 再見永遠的朋友啊》，在彼得的體內殘留的程序再度以數據製成的分身（Avatar）短時間復活一次，在擊退敵人和傳送Go Busters獸電池後消失。
其他登場作品：《假面騎士×超級戰隊 超 超級英雄大戰》、《動物戰隊獸王者 超級動物大戰》。
彼特·J·史特克 ／ Stag Buster
聲：中村悠一
由雅人製作的昆蟲型夥伴機器人。頭部共同有著獨角仙和鍬形蟲兩種設計。
既是雅人的夥伴，也是唯一一台能變身成Go Busters的夥伴機器人。暱稱為「J」。
性格冷靜，不過卻常常愛自我表現，完全沒有理會雅人，本人亦說「對自己以外的東西沒有興趣」。
每次都很故意的站在最前並說出決定台詞，之後便被雅人以「不要繞過我！（俺にかぶるな！）」「不要擋在前面！（先しゃべんな！）」等理由而遭受其責備和攻擊。
其真正用途是用來定位雅人的分身和兩台Buster Machine的出現位置，而且跟雅人不同是實實在在的回到現實世界。
雖然行為很多時是不會理會雅人，但實際是相當關心雅人在亞空間的情況。
缺少新能源的話行為便會變得跟醉漢一樣。總是會發現一些微小的細節但不會說出來。
經常在旁人不注意的時候做一些奇怪的舉動，不過很少被注意。
於Final Mission做了森林管理員。
其他登場作品：《動物戰隊獸王者 超級動物大戰》

### 特命部其他成員
- 黑木猛／（榊英雄 飾／台：夏治世（本篇）；梁興昌（VS豪快者）；孫誠（VS強龍者）／港：陳廷軒）

能量管理局特命部的司令官。生於1972年，40歲→41歲。
因為與弘、龍次和陽子的父母一起工作的關係，所以認識了當時還年幼的三人，並當作自己的孩子般照顧。
在13年前的事件發生的當時的他，因為外勤後並正在回家，所以逃過傳輸研究中心轉移到亞空間的一劫，並被作為上司的弘的父親託付了三人和三台Buddyroid。
- 仲村美穗／（西平風香 飾／台：連宓均（本篇）；連婉鈞（所有電影版）／港：魏惠娥）

若17歲→18歲，新進的美女操作員，負責監測亞空間反應並預測Megazords的傳送完成時間。
當遇上特殊狀況時，也需要參與前線行動。
- 森下徹／（高橋直人 飾／台：鈕凱暘（本篇）；孟慶府（VS豪快者）／港：黃積權）

22歲→23歲，特命部的帥哥操作員，負責向前線的Go Busters傳達Vaglass的情報。
跟美穗相同，當遇上特殊狀況時亦需要參與前線行動。

#### 相關人物
- 櫻田梨香／（吉木莉莎 飾／台：高嘉鎂／港：劉惠雲）

弘的姐姐，職業是插畫家。
因健康狀態不良而經常進出醫院。
反對弟弟弘作為Go Busters作戰，並不把他交付給特命部，並過度保護他。
對於奪去自己父母的「科學」的象徵——機械可是顯得相當棘手，而Nick在最初時也是很勉強的去接受。
在Mission 1中，亦曾指責Nick「教唆了」弘，最後雖然心有不滿但是讓他戰鬥。
出院後以「不希望家族分離」為由邀請弘前往畫展，但實際上希望令他回心轉意。
在Mission 10中，Nick的說服以及在目睹其戰鬥後，終於明白他是為了「不希望再讓其他人有分離」這決心而戰，和接受Nick為一家人。
- 櫻田洋介、櫻田美智子／（山中聰、細越みちこ 飾）

弘和梨香的父母。傳輸研究中心的所長和職員。
13年前把一切交付給黑木後連同研究中心一同轉移到亞空間。
在Mission 29成功聯絡到特命部。
在Mission 30被證實肉體已被數據化並存放在研究中心的終端機裡，其中美智子更成為組成Escape的數據一部份。
因弘破壞數據庫而消失，但在Final Mission中以数据形式登场并提醒Go Busters立即离开亚空间。
- 宇佐見慧／（上野なつひ 飾）

陽子的母親，與陣數年是同事。
任職傳輸研究中心，時任Metazord駕駛員，亦於13年前事件行蹤不明。
其個性溫柔卻又帶著女性的堅強，與陽子也有相似之處。
在Mission 30被證實肉體已被數據化存放在研究中心的終端機裡。
最後因弘破壞數據庫而消失。

## Vaglass（ヴァグラス）
港譯巴古拉斯、台譯歪格拉斯。把能源體Messiah作為首領，突然出現的邪惡電腦組織。

為了創造由機器統治的世界，瞄準Enetron能源，打算喚回Messiah並征服地球。

而所謂的「Vaglass」，是人類擅自取的名字。
- Messiah／／彌賽亞（台、港譯）（佐佐木誠二 聲／台：鈕凱暘／港：張炳強）

作為能源體的Vaglass的首領。
是個被病毒感染而擁有自我的超級電腦主程序，但實際上只是傳輸研究中心的Megazords研究兼開發程序。
在13年前被放逐到亞空間，不過，現在再次開始了向現實世界的侵略。
除了侵略和支配的野心之外，又有著想在人類困苦的身姿上找到快樂，所以有時候會作出殘虐人類比奪取Enetron優先的命令。
在Mission 27吸收了生物項目實驗室的數據後進化。
在Mission 30時被洋介揭露早已和傳輸研究中心的終端機合為一體，企圖連同研究中心一起返回現實世界。
在Mission 33時得知，其數據被Enter備份，並製成13枚Messiah Card，並在當集被Enter丟到各地，而且除非卡片已經啟動用否則無法探測。
在Mission 44因為Megazord ζ吸收了Megazord α、β、δ各一台與數種無機物而復活，最後被Go Busters駕駛的Go Buster Lion的Ignition Tornado擊殺，確定以後不會再復活。
- Messiah Cell／

在Mission 29出現，Messiah以無數的無機物構成有機肉體的身姿。
可以說它是實體化成新種生物的Messiah，也可以說它是Messiah的分身。
能吸收無機物以收復自己身體，也能令Buster Gear無法使用。
攻擊手段為從身體發出衝擊波，亦能以過去被打敗的Metaloids的資料來重新製造它們。
最後在Mission 30被雅人四人擊殺。
- Messiah Reboot／

Megazord ζ吸收了Megazord α、β、δ各一台與數種無機物後變化成的型態，並且和Escape融合。
外觀為傳輸研究中心的實體化數據。
在Mission 44被Go Busters駕駛的Go Buster Lion用Ignition Tornado擊殺。
- Enter／／闇特（台譯）（陳内将 飾／台：夏治世／港：張裕東）

以人類的身姿進行間諜活動的怪人，可以隨意變換造型。
但他其實只是一個數據製成的分身（Avatar），所以才能隨意變換造型，但是耐久性卻很低。
以對能源管理中心進行間諜活動的戰術竊取Enetron，並使用手提電腦作為製造Metaloids的終端機，可以令金屬像生物般活動。
稱呼Messiah為「Majesty（陛下）」。
說話夾雜著一口流利的法文。
智力很強，有幾次都比Go Busters搶先到達現場。加上進行好幾次交手後已經對他們持有歪曲的愛戀，並熱衷著排除他們。
當Escape出現後，開始被懷疑自己在Messiah的裡存在價值。
在Mission 30時被揭露是由肉體被數據化的研究中心職員的數據構成，並駕駛素體εMegazords與弘的Ace戰鬥，最後消失在素體ε的爆炸中。
但在Mission 31時卻安然無恙的出現在Go Busters面前。
在Mission 33中透露自己早已備份了Messiah的部份數據並製成13枚Messiah Card。
在Mission 40中向Escape宣稱自己保留了Messiah Card 04，並將Messiah Card 07回收。
在Mission 43中被駕駛著ζ的Escape壓至消失。
在Mission 44中再度安然無恙的出現，並且吸收了Messiah Card 07。
在Mission 46中以花朵複製Escape，展示出將生物和無機物融合的新能力。
在Mission 49中利用Red Buster的複製資料變身成邪惡的Dark Buster。
在Final Mission中被Go Busters使用Volcanic All Busters Attack合力徹底刪除。
在劇場版《獸電戰隊強龍者 VS Go Busters 恐龍大決戰！ 再見永遠的朋友啊》，在地球內殘留的程序再度以數據製成的分身（Avatar）復活一次，要將《恐龍超級戰隊》殲滅，但最後被《獸電戰隊強龍者》打倒消失。
- Enter Unite／（演出：藤井祐伍／CV：陳内将／港：待定）

在Mission 40時出場的Enter新型態。
利用自己持有的Messiah Card 04變身而成的新型態。
以細劍為主要武器。
- Dark Buster／（演出：藤井祐伍／CV：陳内将／港：不詳）

在Mission 49-Final Mission、《獸電戰隊強龍者 VS Go Busters 恐龍大決戰！ 再見永遠的朋友啊》登場 ，Enter利用Red Buster的複製資料變身成Red Buster的邪惡型態。
由於是利用Red Buster的複製資料變身而成的，所以力量出其意料的強，Go Busters都不是他的對手。
在Final Mission因Messiah Card 13破坏而消失。
- Escape／／艾司凱貝（台譯）（水崎綾女 飾／台：高嘉鎂／港：張頌欣）

Mission 22登場，Messiah製造的第二個分身（Avatar），為女性的姿態。
稱呼Messiah為爸爸。並對「強者」和「好東西」有著欣賞的概念。
與Enter不同的是，比起侵略的進度她更著眼於能給予Messiah快樂的事為行動要點。而自己的性格也是比Enter好戰的。
使用平板電腦作為製造Metaloids的終端機，每次要安裝一個Meta-Virus時只要滑動觸摸屏上的卡片便可。
戰鬥以兩把手槍為武器，黑色那把名為Gog，而白色那把則名為Magog。
在Mission 30時被揭露是由肉體被數據化的研究中心職員的數據構成，目前和Enter是Vaglass的唯二存活者。
在Mission 36後便一直單獨行動，為使自己變強不惜挑戰使用了強化武裝Blue Buster，但卻對方一擊下被完全撃倒。
在Mission 44中被Messiah融合，其後被Go Busters擊敗。
在Mission 46中出現其強化過的複製體，但是卻沒有上一位Escape的記憶，稱呼Enter為爸爸。之後被Go Busters使用Lion Blaster擊殺，但之後Enter又製造出了另一位Escape複製體。
在Mission 47中被生气的Enter击杀但随后又被制造，最后还是被Go Busters击杀。
在Mission 48中再次被Enter製造，并拥有与动物融合的能力，但不能融合人类。被Go Busters击中后巨大化再被击中，最后消失。
在劇場版《獸電戰隊強龍者 VS Go Busters 恐龍大決戰！ 再見永遠的朋友啊》，在地球內殘留的程序再度以數據製成的分身（Avatar）復活一次，要將《恐龍超級戰隊》殲滅，但最後被《獸電戰隊強龍者》打倒消失。
於《宇宙戰隊九連者 VS SPACE SQUAD》中被幻魔空界十二使徒戴蒙斯特透過球玉的方式復活，最後隨著戴蒙斯特失去力量而消失。
- Escape Evolve／（演出：野川瑞穗／CV：水崎綾女／港：待定）

在Mission 37時出場的Escape新型態，官方網站上則稱為。
在經過自我判斷後，認為不能把Messiah的成長交托給Enter後，為超越對方而在自己身上新的數據而形成的新型態。
能把Gog和Mogog的鎖鏈部份當成鞭子般使用。
戰鬥能力同樣被大幅增加，但不能長時間維持這型態。
- Buglers／／巴古拉（港譯）

Vaglass的雜兵。
由Enter將機械用電腦輸入「Burglar card」產生出來的戰鬥員。
平時透過插頭從機械用電腦傳送到其他地方。
戰鬥是弓型手槍。
可以偽裝成人類活動。
- Metaroids／／米達機械人（港譯）／病毒怪人（台譯）

由Enter將機械用電腦輸入「Meta-Virus」和利用竊取到的Enetron到素體後製造出來的產物，地位相當於戰隊系列的怪人。
依照輸入機械的不同也會使用不同的Meta-Virus，同時，其形容詞亦有所不同。
共同特徵為四顆眼睛與身上印有所使用的Meta-Virus名稱。
另外，當Metaloids誕生的同時，其素體的資料便會傳送到Vaglass的根據地，並進行Megazords的改造。
| 出場話數 | 名字 | 識別號碼 | 輸入病毒       | Megazords類型 | 推薦環境         |
| -------- | ---- | -------- | -------------- | ------------- | ---------------- |
| 01       |      | S-46     | KAZIRU         | β             | 工事現場         |
| 02       |      | B-07     | MOYASU         | α             | 火災現場         |
| 03       |      | C-48     | SASU           | β             | 醫院             |
| 04       |      | C-10     | KIRU           | γ             | 移動距離30分圈内 |
| 05       |      | T-18     | HASHIRU        | α             | 道路             |
| 06       |      | S-20     | TOKASU         | β             | 密閉場所         |
| 07       |      | D-48     | ATSUMERU       | α             | 線路上           |
| 08       |      | D-10     | HORU           | α             | 地下15m以上      |
| 10       |      | D-13     | UTSU           | γ             | 超高速世界       |
| 11       |      | X-10     | FUKITOBASU     | β             | 風速10m以上      |
| 12       |      | F-94     | UTSUSU         | α             | 人群中           |
| 13       |      | O-10     | HOERU          | α             | 遊樂場           |
| 13-14    |      | O-10     | HOERU Ver.2    | β             | 音樂廳           |
| 15       |      | S-02     | SUIKOMU        | γ             | 一般家庭         |
| 16       |      | T-39     | SAGASU         | α             | 高台             |
| 17       |      | F-09     | EGURU          | β             | 五星級餐廳       |
| 18       |      | D-10     | HORU Ver.2     | α             | 地底3000m以上    |
| 19       |      | S-87     | BARASU         | γ             | 修車廠           |
| 20       |      | F-16     | MISERU         | β             | 電影院           |
| 21       |      | A-01     | KITAERU        | β             | 運動中心         |
| 22       |      | O-69     | TOJIRU         | α             | 高樓大廈         |
| 23       |      | G-49     | KUTTSUKU       | γ             | 很多鐵的地方     |
| 24       |      | M-72     | KARAMETORU     | β             | 夏祭會場         |
| 25       |      | A-96     | KOWAGARASERU   | α             | 丑三時刻         |
| 26       |      | K-56     | KESU           | γ             | 小學             |
| 27       |      | M-45     | KAKUSU         | β             | 複雜的建築物內   |
| 28       |      | E-24     | NURU           | α             | 高架橋下         |
| 31       |      | D-13     | UTSU Ver.2     | γ             | 魔空空間         |
| 40       |      | T-39     | SAGASU Ver.2   | γ             | 灣岸             |
| 42       |      | D-48     | ATSUMERU Ver.2 | α             | 終點站           |
| 45       |      | Z-02     | TSUKU          | α             | 廚房             |
| 46-47    |      | S-29     | ENTER          | β             | 野山             |
| Movie    |      | K-10     | SABIRU         |               | 不明             |

- Messiahroids／／彌賽亞機械人（港譯）

在Mission 33時出現了由Messiah Card製成的新型Metaloids，則會以素體的本身機能來構成其能力，身上紅色的部份具有Messiah的能力。
因為用很少的Enetron來自動生成身體，所以令管理局難以探測它們的出現。
最終目的為透過不斷吸收人類化成的數據來成長以構成Messiah新身體。
每當被擊破時，體內的Messiah Card也會消滅。
| 出場話數 | 名字 | Messiah Card | Megazords類型 | 推薦環境   | 收集的數據           |
| -------- | ---- | ------------ | ------------- | ---------- | -------------------- |
| 33       |      | 01           | α             | 校園       | 人類本體(優秀的頭腦) |
| 34       |      | 08           | γ             | 運動場     | 人類身體結構         |
| 36       |      | 05           | δ             | 高樓大廈   | 人類製造的物體強度   |
| 37       |      | 02           | β             | 結婚典禮   | 愛情                 |
| 38       |      | 11           | α、β、γ、δ    | 平地       | 特命機器的戰鬥       |
| 39       |      | 03           | β             | 空手道場   | 人類攻擊本能         |
| 40       |      | 07           | 無            | 無         |                      |
| 41       |      | 10           | α             | 珠寶店     | 人類的佔有慾         |
| 42       |      | 06           | δ             | 悲觀的氣氛 | 人類的軟弱/走出沮喪  |
| 43       |      | 09、12       | γ、δ          | 古董倉庫   | 人類的憤怒           |

- Megazords／／米加巨人（港譯）

全稱為「Mega Zoic And Roid（巨大的人造可動生物）」，實為傳輸研究中心的作業用的巨大機器人。
素體接收Metaloids、Messiahroids的數據後，從Vaglass據點的亞空間轉送到現實空間的巨大機器人。
另外，在Metaloids、Messiahroids誕生後，會依次序進行數據的接收、分析、改造及Megazords的轉送，在這個程序開始時會有若干的時滯。特命部能探監到這個異常的能源反應，並能準確計算Megazords出現的時間。
而在Mission 20後，所有Megazords都配備了製造仿製亞空間的機能。
素體α(Alpha)
速度特化型Megazords。
身體較為瘦削，粗粗並附著兩條天線的脖子為特徵。
內置武裝為閃電（Mission 29 後段）。
能夠射出兩台Bugzords（Mission 18為四台Bugzords）。
素體β(Beta)
力量特化型Megazords。
身體較為粗壯，有著巨大的雙臂，以及和頭部一體化的肩膀。
內置武裝為導彈、閃電。
素體γ(Gamma)
強化戰鬥型Megazords。
有別於素體α和素體β的銀色身軀，它的身軀為黑紅兩色。
內置武裝具有雙劍、防護罩、導彈和光線（Mission 29 後段）。
還有直接把物件轉移到亞空間的機能。
戰鬥能力很高，第一次作戰中Go Buster Ace連擊破素體γ也非常困難。
素體δ(Delta)
寄生毀滅型Megazords。
由Vaglass奪去的Buster Machine設計圖而製成的新型Megazords。
每次都會從其他三種素體上像脫殼般產生出來。
也許是因為以BC-04作為設計原形，所以外表跟Go Buster Beet相似。
內置武裝具有右手臂斧頭、閃電和光線。
戰鬥能力強悍，不但Go Buster OH的Dimension Crash對素體δ無效，第一次作戰更在沒有經過改造的情況下擊倒Go Buster OH。
在Mission 36開始出現經過改造的版本。
素體ε(Epsilon)
飛行戰鬥型Megazords。
於《特命戰隊Go Busters THE MOVIE 保護東京Enetower!》中出現的Megazords，在本篇則在Mission 30開始出現。
駕駛員為Enter，某程度上已是其專用機。
銀紅兩色的身軀具單體高速飛行能力，內置武裝為右手臂軌道炮。
素體ζ(Zeta)
高能透明型Megazords。
Messiah Card 06經吸收人類的資料後和素體δ結合而成的型態。
具有Messiah的意識。
之後又吸收了Messiah Card 09&12，雙手變成紅色並威力增強。
最後吸收了Megazord素體α、β、δ各一台與數種無機物後變化成Messiah Reboot。
駕駛員為Escape。
素體ω(Omega)
最終毀滅型Megazords。
於《特命戰隊Go Busters VS 海賊戰隊豪快者 THE MOVIE》中出現的Megazords，在本篇則在Mission 49出現。
駕駛員為Enter。
內置武裝為大量的火神砲、大量的光束砲、雙手臂4連自動3000毫米發射器、肩部三連光束砲與胸口的主砲「Vaglar Striker」。
- Bugzords／／巴古巨人（港譯）

從素體α身上射出的支援機器人。
因不能透過素體的資料進行改造，所以戰力很弱。
內置武裝為背部的加農炮和手中的機槍。

## Go Busters隨身裝備及戰鬥招式
變身道具（五人的共同變身口號：Let's Morphin！）

### Buster Gear

#### 初期成員專用
- Morphin Brace／／特命變身手環（港譯）

手錶型變身器。變身時，成員會轉動顯示器部分的刻度盤，並按下按鈕，發出「It's Morphin' Time!」音效並展開內置的眼鏡。並穿上Buster Suit，然後成員再喊出「Let's Morphin」（レッツモーフィン！），裝上頭盔，最後讓手錶的眼鏡裝在頭盔上，就完成變身為Go Busters。
另外，手環還有通訊、分析、召喚並連結Buster Machine以及發動其必殺技和顯示敵方Megazords轉送完成時間等各種各樣的功能。
- Buster Suit／

Go Busters的強化服。穿著者能發揮的身體素質到常人的15倍。
頭盔可以脫下，可以透過Morphin手環才能再次戴上，也可以直接戴上。
- Custom Visor／／武裝面罩

自Mission 33起被投入使用的強化用裝備。
使用時需裝到Morphin手環的側面的「Set」動作，同時武裝面罩會發出「Are You Ready?」音效並把數據化後的Buddyroid吸收，同時按下手環和武裝面罩的按鈕發出「Powered Custom，It's Morphin' Time!」音效並生成裝甲，然後成員再喊出「Powered Morphin」（パワード、モーフィン！）穿上裝甲完成強化。
實際上是Mission 23中雅人和陽子穿著的原型強化武裝的完成品，為了解決力量不足的問題由Banana建議由Buddyroid的力量補足，當然這對他們的負擔亦相當重。
- Go Busters Powered Custom／／Go Busters強化武裝

三位Go Busters使用武裝面罩後變成的強化型態，身上的強化武裝是數據化後的Buddyroid形成，眼罩部份追加了銀框。
Red Buster的強化武裝使其加速能力強化到能生成分身。同時也能按下武裝面罩上的按鈕發動必殺技「It's Time For Busters！」，幻化成Cheetah樣子並衝擊對方的「Volcanic Attack／」。Final Mission中Red Buster與其他四位Go Busters合力一起發動必殺技「Volcanic All Busters Attack」徹底將Enter刪除。
Blue Buster的強化武裝增加了其瞬間爆發力和腕力，更追加了透過接觸物質並改變，並再構造其數據以變成其他物質進行攻擊。必殺技為於空中集中Enetron到右臂令其變得巨大後打出的「Gorillarge Punch／」。
Yellow Buster的強化武裝能在空中以數據構成立足點。必殺技為於空中集中Enetron到右腿並踢出的「Rabbit Kick／」。
- Transpod／／特命通訊器（港譯）

裝備在Buster Suit左胸的裝置。亦具備變聲器的功能。
按下傳送閥後，可以從基地轉送單眼砲、望遠劍、武裝面罩和獅王破壞炮。
- Ichigan Buster／／單鏡大炮（港譯）

由單眼相機變形而成的光線槍。按下傳送閥上的按鈕後會出現在左胸前。
作為照相機使用的話能以鏡頭來辨別目標是否是Vaglass。
槍型態時扭動鏡頭便可以發動必殺技「It's Time For Busters！」，發出具破壞Metaloids威力的強力光線。
為以防萬一在特命部內具有大量預備用單眼砲，在Mission 29黑木等人亦使用它們進行戰鬥。
- Sougan Blade／／望遠鏡長劍（港譯）

由望遠鏡變形而成的短劍。按下傳送閥上的按鈕後會出現在右腿側。
作為望遠鏡使用的話確定能Enetron的流動。
劍型態時按下主體上的按鈕便可以發動必殺技「It's Time For Busters！」打出具破壞Metaloids威力的強力斬擊。
跟單眼砲一樣，為以防萬一在特命部內具有大量預備品。
- Ichigan Buster Special Buster Mode／／單眼砲特殊破壞模式

由單眼砲和望遠劍合體而成的形態。
能發動必殺技「It's Time For Special Busters！」，發出超強力光線炮。
- 監視器

手掌大小的球形鏡頭，負責把Go Busters的戰鬥狀況傳送到司令室的顯示器上。
- Lio Blaster／／獅王破壞炮

弘從Tategami Lion駕駛倉上取得的新Buster Gear，也是Tategami Lion的操縱桿。
平時以手提箱狀態的隨員形態（劇中稱為Lio Attache／）被攜帶著。
在變形成破壞炮形態後按下扳機便可以發動必殺技「It's Time For Busters！」，集中大量Enetron後向對方發出超強力光線攻擊。
與望遠劍組合後可以發動必殺技「It's Time For Final Busters！」，集中大量Enetron後向對方發出超強力獅子形光彈。
本身亦具備透過探測Enetron消耗量來確定Metaloids、Messiahroids和Megazords出現與否，以及監測龍次體溫上昇和陽子能量消耗狀態的機能，还有弘有没有当机。

#### Beet Buster和Stag Buster專用
- Morphin Blaster／／特命變身手槍（港譯）

手槍型變身器兼武器。還具有通信和召喚Buster Machine功能。
變身時，兩人先把手柄拉下並拉出內置的眼鏡，扣下扳機，發出「It's Morphin' Time!」音效並令眼鏡變大的同時兩人會穿上Buster Suit，然後兩人再喊出「Let's Morphin」（レッツモーフィン！），裝上頭盔，最後讓手錶的眼鏡裝在頭盔上，就完成變身為Beet Buster和Stag Buster。
變身後若按下傳送閥上的按鈕後，它也會出現在左胸前。
處於攻擊用的「破壞槍模式／Blaster Mode／ブラスターモード」時，除了本身內置的高性能發電機能產生破壞力出眾的光彈外，按下扳機便可以發動必殺技「Boost Up For Busters！」，然後再對其大叫「Come On！」確定並發出具破壞Metaloids威力的強力光彈（Beet Buster為金色，Stag Buster為水藍色）。
- Buster Suit／

功能與初期成員的一樣，不過設計上存在差異。
Beet Buster的Suit是以複製J的一部分盔甲的形式構成的。
- Transpod／／金銀戰士通訊器（港譯）

裝備在Buster Suit左胸的裝置。跟初期成員不同，其配色為銀色。
- DriBlade／／軚盤長劍（港譯）

由方向盤變形而成的長劍。按下傳送閥上的按鈕後會出現在左胸前。
可分別變形為長劍的「利刃模式／Blade Mode／ブレードモード」和方向盤的「駕駛模式／Drive Mode／ドライブモード」。
其中駕駛模式用作操縱Buster Machine。而利刃模式內置的強力Enetron增幅機能令其鋒利度強化得連鋼鐵都能像紙一樣切開的程度。
而在利刃模式時按下主體上的喇叭按鈕便可以發動必殺技「Boost Up For Busters！」打出具破壞Metaloids威力的強力光刃（Beet Buster為直線斬擊，Stag Buster為交叉斬擊）。
另外，若在利刃模式時按下主體上的喇叭按鈕兩側的按鈕時，便可以發動另一必殺技「It's Time For Beet/Stag Attack！」打出具破壞Metaloids威力的強力斬擊。

## 夥伴機器人
原名為「Buddyroid」
Buddyroid = Buddy + Android 的戰隊新造字。

命名公式 = 動物+喜好食物
 切達·尼克
聲：藤原啟治
獵豹型Buddyroid。像是弘的大哥一樣，性格積極。
能從Buddyroid形態變形成摩托車形態，載著弘抵達現場(因此J稱他為摩托車)。
乘坐巨型機器人時則成為 Red Buster 的駕駛導航。
明明具有Android功能，並裝設最新款的機車導航，卻是個路痴。
感情波幅大的時候會不繼扭動頭頂的手把。
後輪部分可作為武器使用。
 戈利撒基·賓娜娜
聲：玄田哲章
大猩猩型Buddyroid。龍司的夥伴機器人。
雖然持有怪力，卻有容易情緒低落，經常道歉這種軟弱的性格。而且，極度愛操心的他總是擔心著龍次。
感情波幅大的時候臉會轉動。
平常在基地內擔任著機械師。
乘坐巨型機器人時則成為 Blue Buster 的駕駛導航。
 烏撒特·瑞達舒
聲：鈴木達央
兔子型Buddyroid。陽子的夥伴機器人。
平時兼任陽子的老師，但對於她經常找人替自己寫作業顯得相當不滿。
第一人稱是兔田，偶爾會使用"我"來代替。
頑固任性，而且講話句句帶刺，與陽子總是爭吵，不過在一會兒後便和好，而且對她非常信任，口頭禪是 "Roger，Rabbit" 。
感情波幅大的時候全身會噴出煙霧來。
常在基地內擔任著資料數據管理。
乘坐巨型機器人時則成為 Yellow Buster 的駕駛導航。
它的體重重到需要三個人來搬（兩個人勉強可以）。
 彼特·J·史特克
詳見Go Busters。
 愛利坦
聲：辻希美
於劇場版《特命戰隊Go Busters THE MOVIE 保護東京Enetower!》中出場的青蛙型小型Buddyroid。
FS-0O的駕駛導航，雖然是Go Busters的支援，但是很討厭對方在自己毫無準備時接觸它，於Mission 44跟劇場版《特命戰隊Go Busters VS 海賊戰隊豪快者 THE MOVIE》再次出場。

## Buster Machine
由Go Busters所駕駛，以Enetron作為動力來源的戰鬥機體。

本身具有載具型的「Buster Vehicle」和動物型的「Buster Animal」兩個形態。

而編號上的英文是取自兩個形態的藍本英文名稱的頭一個字。

當Go Busters進入的同時會按下Morphin手環的顯示幕，發出「Let's Driving」音效以進行確定。

在Go Busters乘坐的同時，其Buddyroid會和駕駛艙一體化，其頭部會成為操縱桿，跟搭乘的夥伴進行溝通。
- CB-01 Cheetah／／獵豹跑車（港譯）

【基本資料】
| 機體長度                                                                        | 機體寬度                         | 機體高度                         | 機體重量                                        | 機體航速                                                                                | 機組力量輸出                                            |
| ------------------------------------------------------------------------------- | -------------------------------- | -------------------------------- | ----------------------------------------------- | --------------------------------------------------------------------------------------- | ------------------------------------------------------- |
| 38.7m（和Nick一體化前的Vehicle） 45m（和Nick一體化後的Vehicle） 61.3m（Animal） | 19.2m（Vehicle） 17.4m（Animal） | 12.8m（Vehicle） 23.3m（Animal） | 1282t（和Nick一體化前） 1300t（和Nick一體化後） | 330km/h（和Nick一體化前的Vehicle） 350km/h（和Nick一體化後的Vehicle） 300km/h（Animal） | 493萬hp/t（和Nick一體化前） 500萬hp/t（和Nick一體化後） |

Red Buster的專用Buster Machine。
Buster Vehicle時為一台超級跑車，Buster Animal時則是一頭獵豹，輸入「GB1」以進行變形。
另外，它是首台擁有人形的「Megazord」形態的Buster Machine。
武裝是由車身兩旁伸出（Buster Vehicle）的機槍，和肩膀上（Buster Animal）的光線槍。
當Nick和Red Buster進入Cheetah時，車頭會出現一個獵豹頭。
在Mission 44後，加上追加了新系統，能讓Nick在沒有Red Buster的情況下控制。
CB是代表「獵豹（Cheetah）」和「越野車（Buggy）」。
- Go Buster Ace／／特命皇牌（港譯）

【基本資料】
| 機體高度 | 機體寬度 | 機體厚度 | 機體重量 | 機體航速 | 機組力量輸出 | 演出     |
| -------- | -------- | -------- | -------- | -------- | ------------ | -------- |
| 38m      | 30m      | 14m      | 1300t    | 330km/h  | 500萬hp/t    | 淺井宏輔 |

Cheetah的Megazord形態，輸入「GB4」以進行變形，一般簡稱為「Ace」。
武裝是由定風翼（也是Buster Animal時的尾巴）變形而成的長劍「Buster Sword／」和肩部的導彈發射器，而本部內具有大量預備用長劍，必要時傳送到Ace的手中。
當Red Buster按下Morphin手環的顯示幕便能發動必殺技「It's Time For Busters！」，打出能把Megazords一刀兩斷的強力斬擊「Resolution Slash／」。
- GT-02 Gorilla／／金鋼戰車（港譯）

【基本資料】
| 機體長度                                                                         | 機體寬度                   | 機體高度                     | 機體重量                                          | 機體航速                                                                                 | 機組力量輸出                                              | 演出     |
| -------------------------------------------------------------------------------- | -------------------------- | ---------------------------- | ------------------------------------------------- | ---------------------------------------------------------------------------------------- | --------------------------------------------------------- | -------- |
| 36.3m (和Banana一體化前的Vehicle) 40m (和Banana一體化後的Vehicle) 27.1m (Animal) | 16m (Vehicle) 32m (Animal) | 18.7m (Vehicle) 25m (Animal) | 1582t (和Banana一體化前) 1600t (和Banana一體化後) | 250km/h (和Banana一體化前的Vehicle) 280km/h (和Banana一體化後的Vehicle) 250km/h (Animal) | 593萬hp/t (和Banana一體化前) 600萬hp/t (和Banana一體化後) | 田中宏幸 |

Blue Buster的專用Buster Machine。
Buster Vehicle時為一台貨車，Buster Animal時則是一頭大猩猩，輸入「GB2」以進行變形。
Buster Vehicle的武裝是停機坪上的光線槍，Buster Animal時的武裝是由肩部上的車輪發出的光線槍和香蕉型導彈，發射後彈頭會跟香蕉皮分離，香蕉皮落到地上時能令敵方滑倒。
當Banana和Blue Buster進入Gorilla時，車頭會出現一個猩猩頭。
GT是代表「猩猩(Gorilla)」和「貨車(Truck)」。
- RH-03 Rabbit／／獵兔直昇機（港譯）

【基本資料】
| 機體長度                                                                     | 機體寬度                       | 機體高度                       | 機體重量                                      | 機體航速                           | 機組力量輸出                                            |
| ---------------------------------------------------------------------------- | ------------------------------ | ------------------------------ | --------------------------------------------- | ---------------------------------- | ------------------------------------------------------- |
| 27m (和Usata一體化前的Vehicle) 29m (和Usata一體化後的Vehicle) 28.7m (Animal) | 22.8m (Vehicle) 17.3m (Animal) | 17.4m (Vehicle) 21.1m (Animal) | 782t (和Usata一體化前) 800t (和Usata一體化後) | 350km/h (Vehicle) 300km/h (Animal) | 293萬hp/t (和Usata一體化前) 300萬hp/t (和Usata一體化後) |

Yellow Buster的專用Buster Machine。
Buster Vehicle時為一台直昇機，Buster Animal時則是一頭兔子，輸入「GB3」以進行變形。
武裝分別是機槍和導彈，Buster Animal時更能以由水平旋翼變成的耳朵來挖洞。
當Usata和Yellow Buster進入Rabbit時，機頭會變成一個兔子頭。
RH是代表「兔子(Rabbit)」和「直昇機(Helicopter)」。
- BC-04 Beetle／

【基本資料】
| 機體長度                       | 機體寬度                       | 機體高度                       | 機體重量 | 機體航速                           | 機組力量輸出 |
| ------------------------------ | ------------------------------ | ------------------------------ | -------- | ---------------------------------- | ------------ |
| 57.7m (Vehicle) 63.4m (Animal) | 19.0m (Vehicle) 26.6m (Animal) | 18.7m (Vehicle) 24.2m (Animal) | 1600t    | 250km/h (Vehicle) 950km/h (Animal) | 600萬hp/t    |

Beet Buster的專用Buster Machine。在亞空間製造而成。平時於亞空間內的機庫待機。
Buster Vehicle時為一台起重機，Buster Animal時則是一隻獨角仙。
它是第二台擁有人形的「Megazord」形態的Buster Machine。
Buster Vehicle時裝備著比20層大樓還要高的巨型吊臂。Buster Animal則可以纏著對方以吸收其Enetron，而由吊臂變成的角也可以進行攻擊。
Buster Vehicle的武裝是由車身兩旁伸出的機槍。
設計構思來自雅人在13年前設計的Megazord，但設計圖卻被Enter奪去。至於雅人如何取回設計圖並製造出來的原因不明。
當Beet Buster進入Beetle並裝上駕駛模式的操縱劍，再按下喇叭按鈕右側的按鈕時，會發出「BC-04 Shift Up！」音效以進行確定。
BC是代表「甲蟲(Beetle)」和「起重機(Crane)」。
- Go Buster Beet／／特命打擊者（港譯）

【基本資料】
| 機體高度 | 機體寬度 | 機體厚度 | 機體重量 | 機體航速 | 機組力量輸出 | 演出     |
| -------- | -------- | -------- | -------- | -------- | ------------ | -------- |
| 41.3m    | 23.0m    | 10.4m    | 1600t    | 280km/h  | 600萬hp/t    | 矢部敬三 |

Beetle的Megazord形態，按下操縱劍的喇叭按鈕以進行變形。
武裝是兩腕的「Beet Cannon／」和由Buster Animal時的後腳變成的兩把「Beet Sword／」。
另外由角(Buster Vehicle時的吊臂)變形的右臂還保留了伸縮的機能，可用此作連續攻擊，更追加電流放射攻擊。
必殺技分別是Beet Cannon的「Beet Cannon Burst／」、Beet Sword的「Beetle Sword Cross／」以及伸長右臂並刺入對方身體，再由Stag Beetle將其右臂當成跑道衝向對方的「Beet Catapult Attack／」。
- SJ-05 Stag Beetle／／特命鍬形甲蟲（港譯）

【基本資料】
| 機體長度                       | 機體寬度                       | 機體高度                      | 機體重量 | 機體航速                           | 機組力量輸出 |
| ------------------------------ | ------------------------------ | ----------------------------- | -------- | ---------------------------------- | ------------ |
| 37.0m (Vehicle) 41.8m (Animal) | 29.7m (Vehicle) 25.5m (Animal) | 7.0m (Vehicle) 21.0m (Animal) | 800t     | 1馬赫/h (Vehicle) 900km/h (Animal) | 300萬hp/t    |

Stag Buster的專用Buster Machine。在亞空間製造而成。平時於亞空間內的機庫待機。
Buster Vehicle時為一台噴射戰鬥機，Buster Animal時則是一隻鍬形蟲。
Buster Vehicle時的武裝分別是機槍、光線槍和導彈。Buster Animal則可以纏著對方以吸收其Enetron，而前方的大顎也可以進行攻擊。
其設計圖當時被Enter奪去。至於雅人如何取回設計圖並製造出來的原因不明。
當Stag Buster進入Stag Beetle並裝上駕駛模式的操縱劍，再按下喇叭按鈕左側的按鈕時，會發出「SJ-05 Take Off！」音效以進行確定。
SJ是代表「鍬角(Stag)」和「噴射(Jet)」。
- LT-06 Tategami Lion／／特命鬣毛雄獅（港譯）

【基本資料】
| 機體長度                                 | 機體寬度                                 | 機體高度                                 | 機體重量 | 機體航速                                         | 機組力量輸出 | 演出     | 配音     | 台灣配音員 | 香港配音員 |
| ---------------------------------------- | ---------------------------------------- | ---------------------------------------- | -------- | ------------------------------------------------ | ------------ | -------- | -------- | ---------- | ---------- |
| 75.3m(Vehicle) 86.7m(Animal) 23.7m(Zord) | 31.0m(Vehicle) 31.0m(Animal) 20.4m(Zord) | 30.0m(Vehicle) 39.0m(Animal) 53.0m(Zord) | 2400t    | 500km/h(Vehicle) 450 km/h(Animal) 350 km/h(Zord) | 900萬hp/t    | 岡元次郎 | 水木一郎 | 鈕凱暘     | -          |

由能源管理局所屬的葉月一郎博士獨自開發的Buster Machine。啟動代碼為「Tategami Lion見參！／」
跟之前的Buster Machine不同，其開發理念是「令Buddyroid和Megazords一體化」，所以各形態名稱格式也改成「Buddy **」。
有著基本的人工智能，能在沒有駕駛員的情況下戰鬥。
最初為測試Ace的實力而出現在眾人面前，並在最後認同了弘的實力而讓其成為自己的駕駛員。
Buddy Vehicle時為一台三輪摩托車，Buddy Animal時則是一頭獅子，亦擁有人形的「Buddy Zord」形態。
Buddy Vehicle時的武裝是車頭上的光線槍「Lion Sagan／」。而Buddy Animal除了以鋒利的牙和爪進行攻擊外，其鬃毛迴轉時口部還能發出光線炮。而這兩個形態都能讓Ace或Go Buster Beet乘坐在上面。
至於Buddy Zord時的武裝除了變成雙頭槍的Lion Sagan外，亦配備了由Buddy Animal的頭部變成的盾牌「Lion Shield／」。必殺技「It's Time For Busters！」是充填能量到Lion Sagan後使出的強力斬擊「Lion Impact／」。
在Buddy Vehicle時亦有和Ace（或Go Buster Beet）的合體技，連同由Ace（或Go Buster Beet）手持的Lion Sagan同時進行射擊的「Lio Burst／」。
LT是代表「獅子(Lion)」和「三輪車(Trike)」。
- FS-0O Frog／ 【基本資料】

| 機體長度                       | 機體寬度 | 機體高度                       | 機體重量 | 機體航速 | 機組力量輸出 |
| ------------------------------ | -------- | ------------------------------ | -------- | -------- | ------------ |
| 28.7m (Vehicle) 25.7m (Animal) | 29m      | 27.6m (Vehicle) 23.5m (Animal) | 800t     | ?        | ?            |

於《特命戰隊Go Busters THE MOVIE 保護東京Enetower!》中出場的Buster Machine，亦於本篇Mission 44及《特命戰隊Go Busters VS 海賊戰隊豪快者 THE MOVIE》再度登場。
是以前由雅人所開發的初期型Buster Machine。
Buster Vehicle時為一台潛水艇，Buster Animal時則是一隻青蛙。
武裝是背上的三枚蝌蚪型導彈「Ladle Missile／」和從口中伸出的彈簧拳。
FS是代表「青蛙(Frog)」和「潛水艇(Submarine)」。

## Buster Machine合體Megazord （特命合體  武裝）

### Go Buster OH／特命合體王（港譯）
- 參與合體的 Buster Machine : CB-01 Cheetah + GT-02 Gorilla + RH-03 Rabbit

| 機體高度 | 機體寬度 | 機體厚度 | 機體重量 | 機體航速 | 機組力量輸出 | 演出     |
| -------- | -------- | -------- | -------- | -------- | ------------ | -------- |
| 53.5m    | 46.3m    | 22.3m    | 3700t    | 300km/h  | 1400萬hp/t   | 日下秀昭 |

在輸入「GB5」以發動Combine Operation．特命合體，由Go Buster Ace擔當主體，Gorilla為胸部和雙腳，Rabbit為雙臂、背部推進器和頭盔合體而成的巨大Megazord。
在合體進行時，分開成多台部件的Gorilla和Rabbit會環繞著Ace，並產生防護光牆防禦敵人攻擊。
分別在左右兩肩的Cheetah和Rabbit的頭部為特徵。
武器是由Go Buster Ace的劍裝上Rabbit的推進器部分組成的「Boost Buster Sword／」，以及裝在左臂，Rabbit的水平旋翼發動的電磁屏障式護盾。
以壓倒性的力量自豪，不過卻需要消費大量的Enetron，因此合體只能維持一段短時間。
合體後全部駕駛艙會向頭部移動，不過繼續會維持獨立。
必殺技是以Gorilla的車輪發出光線並製成擬似亞空間力場拘束敵人，然後Red Buster按下Morphin手環的顯示幕便能發動「It's Time For Busters！」，再以Boost Buster Sword將其一刀兩斷的強力斬擊「Dimension Crash／」。
但在Dimension Crash發動之前那聚集Enetron的那段時間內，Go Busters OH將無法移動。
後來為了對付Dimension Crash無法擊破的素體δ，由Nick想出，把Enetron集中於腳部並使出飛踢的新必殺技「Explosion Kick／」。

### Buster Hercules／特命戰神（港譯）
- 參與合體的 Buster Machine : BC-04 Beetle + SJ-05 Stag Beetle

| 機體高度 | 機體寬度 | 機體厚度 | 機體重量 | 機體航速 | 機組力量輸出 | 演出     |
| -------- | -------- | -------- | -------- | -------- | ------------ | -------- |
| 41.3m    | 23.0m    | 21.0m    | 2400t    | 350km/h  | 900萬hp/t    | 矢部敬三 |

在輸入「GB7」以發動Combine Operation．特命合體，由Stag Beetle分拆成胸甲、盾牌和手槍裝到Go Buster Beet身上而成的巨大Megazord。
而Go Buster Beet打開了的臉部裝甲是特徵。
裝備除了既有的Beet Cannon外，胸口還追加了「Gatling Bazooka／」，右腕則裝備了由Stag Beetle在Buster Vehicle時的機首變形而成的「Stag Launcher／」，以及裝備在右腕的由Stag Beetle在Buster Animal的頭部變形而成的「Stag Shield／」。
對比Go Buster OH來說，Buster Hercules在火力上較為擅長。
必殺技是把身上炮門全開並向敵人一口氣發射的「Hercules Crisis／」。

### Great Go Buster／超級特命合體王（港譯）
- 參與合體的 Buster Machine : CB-01 Cheetah + GT-02 Gorilla + RH-03 Rabbit + BC-04 Beetle + SJ-05 Stag Beetle

| 機體高度 | 機體寬度 | 機體厚度 | 機體重量 | 機體航速 | 機組力量輸出 | 演出     |
| -------- | -------- | -------- | -------- | -------- | ------------ | -------- |
| 60.5m    | 46.3m    | 30.0m    | 6100t    | 400km/h  | 2300萬hp/t   | 日下秀昭 |

在發動Combine Operation．特命合體後，以Go Buster Ace作為主體，Gorilla為胸部和小腿，Rabbit為背包和胸甲，Beet為背包和腳部，Stag為雙臂、胸甲和頭盔合體而成的巨大Megazord。
雖然由五人共同駕駛，但駕駛艙還是維持獨立。
開發此陣式的最主要目的是為了在亞空間內也能進行戰鬥。而調整用程序則由雅人開發。
每次出擊都要由特命部一眾工作人員以人手的方式進行合體。在戰隊系列中可是首創的（除了Mission 44、Final Mission直接合體外）。
但此合體的最大缺點是會對主駕駛員——Red Buster的身體有極大的負擔，所以只適合短時間戰鬥用。
但假若戰鬥期間亞空間突然消失的話，會同時對五人身體有極大的負擔，但是雅人本身設計了相應程序來應對。
武器除了Gatling Bazooka和Stag Launcher外，還配備由Boost Buster Sword、Go Busters OH的頭盔和Beetle的吊臂組成，能斬開與亞空間之間的牆壁的長槍「Buster Lance／」。
此外，透過Beet形成的腳部裡的推進器更能令機體升上空中。於Mission 22亦而此作出空中急墜攻擊。
必殺技是由Red Buster按下Morphin手環的顯示幕發動「It's Time For Busters！」，將Enetron聚集於Buster Lance的槍尖形成鑽頭狀後刺穿敵人的「Demolition Thrust／」。初登場集數：Mission 20

### Go Buster Ace・Stag Custom／特命皇牌・鍬形甲蟲武裝（港譯）
- 參與合體的 Buster Machine : CB-01 Cheetah + SJ-05 Stag Beetle

| 機體高度 | 機體寬度 | 機體厚度 | 機體重量 | 機體航速 | 機組力量輸出 | 演出     |
| -------- | -------- | -------- | -------- | -------- | ------------ | -------- |
| 38m      | 30m      | 14m      | 2100t    | 340km/h  | 800萬hp/t    | 淺井宏輔 |

於Mission 26跟Mission 44登場，在Mission 26因Go Buster OH和Buster Hercules的合體程序被刪去之際用作爭取時間而出現，被雅人稱為「秘藏的合體」。
由Stag Beetle分拆成背包、左手和手槍裝到Go Buster Ace身上而成的Megazord。
武裝分別是Stag Launcher和直接取代Ace左手的Stag Shield。而且背包以及Stag Launcher上的推進器更能令機體升上空中。
當Red Buster按下Morphin手環的顯示幕便能發動必殺技「It's Time For Busters！」，在空中急墜的同時並以Stag Shield把Megazords一刀兩斷「Ace Tag Rush／」。

### Go Buster Kero OH
- 參與合體的 Buster Machine : CB-01 Cheetah + GT-02 Gorilla + FS-0O Frog

| 機體高度 | 機體寬度 | 機體厚度 | 機體重量 | 機體航速 | 機組力量輸出 | 演出     |
| -------- | -------- | -------- | -------- | -------- | ------------ | -------- |
| 52m      | 28.8m    | 26m      | 3700t    | ?km/h    | ?萬hp/t      | 日下秀昭 |

於《特命戰隊Go Busters THE MOVIE 保護東京Enetower!》與Mission 44出場的巨大Megazord。
以Go Buster OH為基本，由FS-0O Frog作為雙臂、背部推進器和頭盔，同時胸部的Gorilla頭部亦被Frog的頭部取代。
擅長水中和水上戰，亦能透過被Stag Beetle牽引以在水面進行滑水式移動。
武裝分別是渦輪雙臂的「Ene-Tan Screw／」和左臂上的「Ladle Missile／」，發出的導彈則幻化成Frog的樣子。

### Go Buster Lion ／特命雄獅（港譯）
- 參與合體的 Buster Machine : LT-06 Tategami Lion + GT-02 Gorilla + RH-03 Rabbit

| 機體高度 | 機體寬度 | 機體厚度 | 機體重量 | 機體航速 | 機組力量輸出 | 演出     |
| -------- | -------- | -------- | -------- | -------- | ------------ | -------- |
| 65.8m    | 49.6m    | 46.6m    | 4800t    | 500km/h  | 1800萬hp/t   | 日下秀昭 |

在輸入「GB5」並發出「Go Buster Lion GaGaGain！／」音效後發動Combine Operation．特命合體，由Tategami Lion代替Ace擔當主體，跟Go Buster OH類似的巨大Megazord。
不過胸口和頭盔都改由Tategami Lion部份構成，而原本由Gorilla變成的胸甲和Rabbit的頭部都裝到背部，而Go Buster OH的頭盔則裝到左臂的水平旋翼上。
武器沿用了Go Buster OH的Boost Buster Sword，以及Rabbit的水平旋翼發動的電磁屏障式護盾。
有著能輕鬆打倒改造後的素體δ的力量。
必殺技是由Red Buster按下Morphin手環的顯示幕發動「It's Time For Busters！」，將Enetron聚集於Tategami Lion口部並發射的「Ignition Tornado／」。

### Go Buster King ／特命帝王（港譯）
- 參與合體的 Buster Machine : LT-06 Tategami Lion + GT-02 Gorilla + RH-03 Rabbit + BC-04 Beetle + SJ-05 Stag Beetle

| 機體高度 | 機體寬度 | 機體厚度 | 機體重量 | 機體航速 | 機組力量輸出 | 演出     |
| -------- | -------- | -------- | -------- | -------- | ------------ | -------- |
| 82.6m    | 50.1m    | 56.3m    | 7200t    | 650km/h  | 2700萬hp/t   | 日下秀昭 |

在發出「Go Buster King GaGaGain！／」音效後發動Combine Operation．特命合體，由Tategami Lion代替Ace擔當主體，跟Great Go Buster類似的巨大Megazord。
跟Great Go Buster最大分別是不用以人手進行合體。
同樣的，由於胸口和頭盔都改由Tategami Lion部份構成，所以該部份本身的零件都都裝到背部。
武器除了沿用了Great Go Buster的Buster Lance外，還加入了由Stag Beetle構成的雙臂上伸出的兩把鍬角型長劍，其專用攻擊技是向敵人使出X字斬的「Twin Blade Slash／」。
在力量和防御上被大幅特化，不過速度相對亦變低了。
有著能輕鬆打倒改造後的素體γ、改造後的素體δ的力量。
必殺技是將Enetron聚集於Buster Lance，向敵人使出連續三段斬的「Emission Break／」和將Enetron聚集於Tategami Lion口部並發射的「Lio Hurricane／」。

## 播放列表
以下時間以當地時間（日本時間）為準
| 日本首播   | 台灣首播   | 香港首播   | Mission | 日文標題                                                   | 中文標題                                         | 病毒怪人（台譯）／登場米達機械人（港譯）（日本CV／香港CV）                                                                                   | 關東收視率 | 編劇     | 導演       |
| ---------- | ---------- | ---------- | ------- | ---------------------------------------------------------- | ------------------------------------------------ | --- | ---------- | -------- | ---------- |
| 2012.2.26  | 2013.9.15  | 2014.4.6   | 01      | 特命戦隊、集結せよ！                                       | 特命戰隊、集结吧！                               | - 【挖土機怪人／米達挖土機】\|（長嶝高士／巫哲棋）                                                                                           | 3.8%       | 小林靖子 | 柴崎貴行   |
| 2012.3.4   | 2013.9.22  | 2014.4.13  | 02      | 13年前の約束                                               | 13年前的約定                                     | - 【燃燒怪人／米達天然氣】\|（西凜太朗／） - バーナーゾード 天然氣佐德 - バグゾード x2                                                       | 3.2%       | 小林靖子 | 柴崎貴行   |
| 2012.3.11  | 2013.9.29  | 2014.4.20  | 03      | GT-02アニマル、出撃！                                      | GT-02 Animal、出撃！                             | - 【打針怪人／米達針筒】\|（戶部公爾／張方正） - ニードルゾード                                                                              | 5.0%       | 小林靖子 | 柴崎貴行   |
| 2012.3.18  | 2013.10.6  | 2014.4.27  | 04      | 特命と絕意                                                 | 特命與絕意                                       | - 【米達鋸】（飯島肇／李致林） - カッターゾード                                                                                              | 4.5%       | 小林靖子 | 中澤祥次郎 |
| 2012.3.25  | 2013.10.13 | 2014.5.4   | 05      | キケンな熱暴走！                                           | 危險的熱暴走!                                    | - 【米達自行車】（大西健晴／張方正） - タイヤゾード                                                                                          | 4.4%       | 小林靖子 | 中澤祥次郎 |
| 2012.4.1   | 2013.10.20 | 2014.5.11  | 06      | 合体!ゴーバスターオー                                      | 合體！Go Buster王                                | - 【米達滅火器】（志賀克也／張方正） - スプレーゾード - メガゾードγ                                                                          | 4.1%       | 小林靖子 | 渡邊勝也   |
| 2012.4.8   | 2013.10.27 | 2014.5.18  | 07      | エース整備不良？！                                         | Ace調整不良？！                                  | - 【米達電車】（田村健亮／巫哲棋） - デンシャゾード - バグゾード x2                                                                          | 4.5%       | 毛利亘宏 | 渡邊勝也   |
| 2012.4.15  | 2013.11.3  | 2014.5.25  | 08      | マシン設計図を守れ！                                       | 守住機械設計圖！                                 | - 【米達鑽】（桑原敬一／） - ドリルゾード | 5.2%       | 小林靖子 | 柴崎貴行   |
| 2012.4.22  | 2013.11.10 | 2014.6.1   | 09      | ウサダ奪還作戦                                             | 兔田奪還作戰                                     | - バグゾード x2 | 4.4%       | 小林靖子 | 柴崎貴行   |
| 2012.4.29  | 2013.11.17 | 2014.6.8   | 10      | 戦う理由                                                   | 戰鬥的理由                                       | - 【米達槍】（松本保典／） - ダンガンゾード                                                                                                  | 3.5%       | 小林靖子 | 竹本昇     |
| 2012.5.6   | 2013.11.24 | 2014.6.22  | 11      | 狙われたウィークポイント                                   | 被盯上的弱點                                     | - 【 米達電風扇】（陶山章央／李凱傑） - ファンゾード                                                                                         | 4.4%       | 下山健人 | 竹本昇     |
| 2012.5.13  | 2013.12.1  | 2014.6.29  | 12      | 変装はお好き?                                              | 喜歡變裝嗎？                                     | - 【米達數位投影機】（高木涉／） - コピーゾード                                                                                              | 5.1%       | 毛利亘宏 | 加藤弘之   |
| 2012.5.20  | 2013.12.8  | 2014.7.6   | 13      | サプライズな休日                                           | 驚喜的休假日                                     | - 【米達大号】（諏訪部順一／） - チューバゾード - チューバロイド2（諏訪部順一／）                                                            | 4.6%       | 小林靖子 | 中澤祥次郎 |
| 2012.5.27  | 2013.12.15 | 2014.7.13  | 14      | サバ?救出作戦                                              | 行嗎？救出作戰                                   | - チューバロイド2 - チューバゾード2 | 4.5%       | 小林靖子 | 中澤祥次郎 |
| 2012.6.3   | 2013.12.22 | 2014.7.20  | 15      | 金の戦士と銀のバディ                                       | 金之戰士與銀之搭檔                               | - 【米達吸塵器】（吉野裕行） - ソウジキゾード                                                                                                | 3.6%       | 小林靖子 | 金田治     |
| 2012.6.10  | 2014.12.29 | 2014.7.27  | 16      | 亜空間から來た男                                           | 從亞空間來的男人                                 | - 【米達天線】（保村真／） - パラボラゾード - バグゾード x2                                                                                  | 5.2%       | 小林靖子 | 金田治     |
| 2012.6.17  | 2014.1.5   | 2014.8.3   | 17      | その名はゴーバスタービート！                               | 其名為Go Buster Beet！                           | - 【米達叉子】（金光宣明／） - フォークゾード - メガゾードδ                                                                                  | 3.6%       | 小林靖子 | 竹本昇     |
| 2012.6.24  | 2014.1.12  | 2014.8.17  | 18      | 地底3000メートルの共同作業                                 | 地底3000米共同作業                               | - ドリルロイド2（杉田智和／） - ドリルゾード2 - バグゾード x4                                                                                | 3.3%       | 毛利亘宏 | 竹本昇     |
| 2012.7.1   | 2014.1.19  | 2014.8.24  | 19      | 俺の合体!バスターヘラクレス                                | 我的合體！Buster Heracles                        | - 【米達扳手】（三宅健太／） - スパナゾード - メガゾードδ                                                                                    | 3.9%       | 下山健人 | 舞原賢三   |
| 2012.7.8   | 2014.1.26  | 2014.8.31  | 20      | 5体結集!グレートゴーバスター                               | 5體集結！Great Go Buster                         | - 【米達電影放映機】（鈴村健一／李震權） - フィルムゾード                                                                                    | 3.0%       | 小林靖子 | 舞原賢三   |
| 2012.7.15  | 2014.2.2   | 2014.9.7   | 21      | さらばブルーバスター                                       | 永別了Blue Buster                                | - 【米達啞鈴】（小杉十郎太／） - ダンベルゾード                                                                                              | 4.8%       | 小林靖子 | 渡邊勝也   |
| 2012.7.22  | 2014.2.9   | 2014.9.14  | 22      | 美しきアバター エスケイプ                                  | 美人Avatar Escape                                | - 【米達鑰匙】（井上剛／） - キーゾード | 2.2%       | 小林靖子 | 渡邊勝也   |
| 2012.7.29  | 2014.2.16  | 2014.9.21  | 23      | 意志を継ぐ者                                               | 意志的继承者                                     | - 【米達磁石】（草尾毅／） - ジシャクゾード                                                                                                  | 3.1%       | 小林靖子 | 加藤弘之   |
| 2012.8.5   | 2014.2.23  | 2014.9.28  | 24      | トレビアンな夏祭り                                         | 美好的夏之祭会                                   | - 【米達棉花糖】（櫻井敏治／） - ワタアメゾード                                                                                              | 3.8%       | 毛利亘宏 | 加藤弘之   |
| 2012.8.12  | 2014.3.2   | 2014.10.5  | 25      | アバターの謎を追え!                                        | 追寻Avatar之谜                                   | - 【米達蠟燭】（難波圭一／） - ロウソクゾード - バグゾード x2                                                                                | 3.2%       | 小林靖子 | 竹本昇     |
| 2012.8.19  | 2014.3.9   | 2014.10.12 | 26      | 小さな強敵!司令室SOS                                       | 小小的強敵！司令室SOS                            | - 【米達橡皮擦】（津久井教生／） - ケシゴムゾード - メガゾードδ                                                                              | 3.9%       | 下山健人 | 竹本昇     |
| 2012.8.26  | 2014.3.16  | 2014.10.19 | 27      | 暴走コンビで迷宮脱出！                                     | 暴走組合與逃出迷宮！                             | - 【米達籠】（高戶靖廣／） - ムシカゴゾード                                                                                                  | 3.3%       | 毛利亘宏 | 柴崎貴行   |
| 2012.9.2   | 2014.3.23  | 2014.10.26 | 28      | ニワトリに注意せよ                                         | 注意公雞吧                                       | - 【米達噴霧】（村上裕哉／） - スプレーゾード2                                                                                               | 4.4%       | 小林靖子 | 柴崎貴行   |
| 2012.9.9   | 2014.3.30  | 2014.11.2  | 29      | 亜空間への突入                                             | 闖入亞空間                                       | - メサイアセル - メガゾードɑ x? - メガゾードβ x? - メガゾードγ x? - メガゾードδ x?                                                           | 5.2%       | 小林靖子 | 佛田洋     |
| 2012.9.16  | 2014.4.6   | 2014.11.9  | 30      | メサイア シャットダウン                                    | 彌賽亞 消滅完成                                  | - メサイアセル - 再生カッターロイド - 再生パラボラロイド - 再生フォークロイド - 再生キーロイド - メガゾードε                                 | 4.6%       | 小林靖子 | 佛田洋     |
| 2012.9.23  | 2014.4.13  | 2014.11.16 | 31      | 宇宙刑事ギャバン現る                                       | 宇宙刑事卡邦 登場                                | - ライノダブラー（鳥海浩輔／） - ダンガンロイド2（野坂尚也／） - ダンガンゾード2                                                             | 5.1%       | 下山健人 | 渡邊勝也   |
| 2012.9.30  | 2014.4.20  | 2014.11.23 | 32      | ギャバンとの友情タッグ！                                   | 與迦班的友情之證！                               | - ライノダブラー - 巨大ライノダブラー | 4.9%       | 下山健人 | 渡邊勝也   |
| 2012.10.7  | 2014.4.27  | 2014.11.30 | 33      | モーフィン!パワードカスタム                                | Morphin！Powered Custom                          | - 【米達沙漏】（坪井智浩／） | 3.3%       | 小林靖子 | 加藤弘之   |
| 2012.10.14 | 2014.5.4   | 2014.12.7  | 34      | 敵はビートバスター？！                                     | 敵人是Beet Buster？！                            | - スナドケイゾード - 【米達木偶戲】（下和田裕貴／） - パペットゾード                                                                         | 4.5%       | 小林靖子 | 加藤弘之   |
| 2012.10.21 | 2014.5.11  | 2014.12.14 | 35      | タテガミライオー、吼える                                   | Tategami Lion、咆哮                              | - メガゾードε | 4.9%       | 下山健人 | 竹本昇     |
| 2012.10.28 | 2014.5.18  | 2014.12.21 | 36      | ゴーバスターライオー ガギーン!                             | Go Buster Lion 登場！                            | - 【米達推土機】（江川央生／） - ブルドーザーゾード                                                                                          | 5.3%       | 下山健人 | 竹本昇     |
| 2012.11.4  | 2014.5.25  | 2014.12.28 | 37      | 黒と白の花嫁                                               | 黑新娘與白新娘                                   | - 【米達冠冕】（豐崎愛生／） - ティアラゾード                                                                                                | 3.7%       | 小林靖子 | 渡邊勝也   |
| 2012.11.11 | 2014.6.1   | 2015.1.4   | 38      | 実況!エースデスマッチ                                      | 實況！Ace Deathmatch                             | - 【米達運動場】（幸野善之／） - ドームゾードɑ - ドームゾードβ - ドームゾードγ - ドームゾードδ                                               | 3.5%       | 小林靖子 | 渡邊勝也   |
| 2012.11.18 | 2014.6.8   | 2015.1.11  | 39      | 必殺!メサイアの拳                                          | 必殺！彌賽亞之拳                                 | - 【米達手套】（村岡弘之／） - カラテゾード                                                                                                  | 4.0%       | 小林靖子 | 金田治     |
| 2012.11.25 | 2014.6.15  | 2015.1.18  | 40      | カブるJとメサイアロイド                                    | 擋路的J與Messiahoids                             | - パラボラロイド2（小野友樹／） - パラボラロイド2（メサイアロイド） - パラボラゾード2                                                        | 3.0%       | 小林靖子 | 金田治     |
| 2012.12.2  | 2014.6.22  | 2015.1.25  | 41      | 怪盗ピンクバスター！                                       | 怪盜Pink Buster！                                | - 【米達透鏡】（安元洋貴／） - ルーペゾード                                                                                                  | 4.4%       | 毛利亘宏 | 加藤弘之   |
| 2012.12.9  | 2014.6.29  | 2015.2.8   | 42      | 突撃!メガゾードの中へ                                      | 突擊！衝入Megazord                               | - デンシャロイド2（近藤浩德／） - デンシャゾード2 - メガゾードロイド（高橋廣樹／） - メガゾードδ - メガゾードζ                               | 3.7%       | 小林靖子 | 加藤弘之   |
| 2012.12.16 | 2014.7.6   | 2015.2.15  | 43      | 決意のクリスマス！                                         | 決意的聖誕節！                                   | - 【米達劍】【米達盾】（男:岸尾大輔／、女:沖佳苗／） - ケンゾード - タテゾード - メガゾードζ                                                 | 3.5%       | 小林靖子 | 竹本昇     |
| 2012.12.23 | 2014.7.13  | 2015.2.22  | 44      | 聖夜・使命果たす時                                         | 聖誕夜・使命達成之時                             | - メガゾードɑ x3 - バグゾード x2 - メガゾードβ x3 - メガゾードγ x2 - メガゾードδ x2 - メガゾードζ - メサイア・リブート - エスケイプ‧エボルブ | 4.0%       | 小林靖子 | 竹本昇     |
| 2013.1.6   | 2014.7.20  | 2015.3.1   | 45      | 謹賀新年 小さな強敵、再び                                  | 謹賀新年 小小的強敵、再起                        | - 【米達鏡餅】（坂口候一／） - オモチゾード                                                                                                  | 2.7%       | 下山健人 | 渡邊勝也   |
| 2013.1.13  | 2014.7.27  | 2015.3.8   | 46      | 新たな融合と熱暴走！                                       | 新的融合與熱暴走！                               | - 【米達鍬形蟲】（今村直樹／） - エスケイプ・エボルブ（花融合態）                                                                            | 3.4%       | 小林靖子 | 渡邊勝也   |
| 2013.1.20  | 2014.8.3   | 2015.3.15  | 47      | リセットとバックアップ                                     | 復位和備份                                       | - エンター‧ユナイト - エスケイプ・エボルブ（花融合態） - クワガタロイド - クワガタゾード                                                     | 3.7%       | 小林靖子 | 渡邊勝也   |
| 2013.1.27  | 2014.8.10  | 2015.3.22  | 48      | 仕掛けられていた罠                                         | 布下了的陷阱                                     | - エスケイプ・エボルブ（獣融合態） - エスケイプζ                                                                                             | 4.3%       | 小林靖子 | 加藤弘之   |
| 2013.2.3   | 2014.8.17  | 2015.3.29  | 49      | 覚悟と選択                                                 | 覺悟和選擇                                       | - エンター‧ユナイト - ダークバスター - メガゾードω                                                                                           | 4.9%       | 小林靖子 | 柴崎貴行   |
| 2013.2.10  | 2014.8.24  | 2015.4.5   | FINAL   | 永遠のキズナ                                               | 永遠的羈絆                                       | - エンター‧ユナイト - ダークバスター - メガゾードω                                                                                           | 4.4%       | 小林靖子 | 柴崎貴行   |
| 2012.8.4   |            |            | 劇場版  | 東京エネタワーを守れ!                                      | 特命戰隊Go Busters THE MOVIE 保護東京Enetower!！ | - 【米達工廠】（楠大典） - メガゾードɑ - メガゾードβ - メガゾードγ - メガゾードδ - メガゾードε                                               |            | 小林靖子 | 柴崎貴行   |
| 2013.06.21 |            |            | OV      | 帰ってきた特命戦隊ゴーバスターズ VS 動物戦隊ゴーバスターズ | 歸來的特命戰隊Go Busters VS 動物戰隊Go Busters   | - 女帝トランジー・スター - スチームローダー - ショベルローダー（高木達也） - ファンローダー - 大魔王アザゼル（桐本琢也）                     |            | 下山健人 | 加藤弘之   |

## 音樂

### 片頭曲
（Mission 1－27）
- 演唱：高橋秀幸 ／ 作詞：藤林聖子 ／ 作曲・編曲：大石憲一郎
- Final Mission 使用完整版作為片尾曲使用，影片改為延續故事結尾。

（Mission 28－49）
- 演唱：高橋秀幸 ／ 作詞：藤林聖子 ／ 作曲・編曲：大石憲一郎

### 香港版主題曲
《特命戰隊》（Mission 1－49）
- 演唱：羅鈞滿 ／ 作詞：天旋 ／ 作曲：大石憲一郎 ／ 編曲：黃浩智
- 第28集起因換片頭重製，但不換主題曲

### 片尾曲
（Mission 1－8、Mission 11－22、Mission 28－44、香港版為Mission 1－Final）
- 演唱：STA☆MEN ／ 作詞：藤林聖子 ／ 作曲、編曲：大石憲一郎

《キズナ～ゴーバスターズ! 豪快にアレンジver.》（Mission 45－49）
- 演唱：STA☆MEN ／ 作詞：藤林聖子 ／ 作曲、編曲：大石憲一郎

《One wish,One day》（Mission 9－10、24）
- 演唱：（CV：鈴木勝大 & 藤原啟治） ／ 作詞：藤林聖子 ／ 作曲、編曲：鈴木盛廣

（Mission 23）
- 演唱：（CV:小宮有紗 & 鈴木達央）／作詞：藤林聖子 ／ 作曲・編曲：淺田將明

《Blue Banana Moon》（Mission 25）
- 演唱：（CV:馬場良馬&玄田哲章）／作詞：藤林聖子 ／ 作曲・編曲：高木洋

（Mission 26－27）
- 演唱：（CV:鈴木勝大 & 藤原啟治 & 馬場良馬 & 玄田哲章 & 小宮有紗 & 鈴木達央）／作詞：藤林聖子 ／ 作曲・編曲：高木洋

（Final Mission）
- 演唱：高橋秀幸 ／ 作詞：藤林聖子 ／ 作曲・編曲：大石憲一郎

### 插曲
（Mission 9、23、26、44）
- 演唱：山形ユキオ ／ 作詞：八手三郎 ／ 作曲・編曲：大橋恵

（Mission 15） 
- 作詞：藤林聖子 / 作曲：高取秀明 / 編曲：川瀬智 / 演唱：高取秀明(Project.R) / 演奏：Z旗

《Brand New Spark!》（Mission 17）
- 作詞：藤林聖子 / 作曲：黒田晃太郎 / 編曲：黒田晃太郎、平木LAGGY宏隆 / 演唱：高取秀明（Project.R）

《Perfect Mission》（Mission 18、24） 
- 作詞：藤林聖子 / 作曲：NoB / 編曲：河野陽吾 / 演唱：NoB(Project.R)

（Mission 35－36） 
- 作詞：藤林聖子 / 作曲：大橋恵 / 編曲：大橋恵 / 演唱：水木一郎

（Mission 31） 
- 作詞：山川啓介 / 作曲：渡辺宙明 / 編曲：和田耕平 / 演唱：串田アキラ

### 角色曲

- 作詞：八手三郎 / 作曲：Raizo.W / 編曲：中畑丈治 / 歌：エンター（CV:陳内将）


- 作詞：マイクスギヤマ / 作曲・編曲：池毅 / 歌：桜田リカ（CV:吉木りさ）


- 作詞：藤林聖子 / 作曲：高取ヒデアキ / 編曲：籠島裕昌 / 歌：陣マサト&ビート・J・スタッグ（CV:松本寛也&中村悠一）


- 作詞・作曲：Raizo.W / 編曲：中畑丈治 / 歌：エンター&エスケイプ（CV:陳内将&水崎綾女）

## 其他相關媒體

### 剧场版
- 《海贼战队豪快者 VS 宇宙刑事卡邦 The Movie》

本作為《海賊戰隊豪快者》與《宇宙刑事卡邦》的聯動劇場版，亦是《超級戰隊祭》的第四部作品，Go Busters三人於本作先行登場，2012年1月21日上映。
- 《假面騎士x超級戰隊 超級英雄大戰》

《超級戰隊系列》與《假面騎士系列》兩大特攝英雄約240人夢幻共演，2012年4月21日上映。
- 《特命戰隊Go Busters THE MOVIE 保護東京Enetower!》

本作的獨立劇場版，2012年8月4日上映，本作在東京鐵塔的全力協助下拍攝完成。
- 《特命戰隊Go Busters VS 海賊戰隊豪快者 THE MOVIE》

本作與《海賊戰隊豪快者》的VS劇場版，本作的第一部VS劇場版，本作亦是《超級戰隊祭》的第五部作品，2013年1月19日上映。
- 《假面骑士×超级战队×宇宙刑事 超级英雄大战Z》

《超級戰隊系列》联合《假面騎士系列》與《宇宙刑事》三大特攝英雄約250人夢幻共演，本作亦是Go Busters的後日談，2013年4月27日上映。
- 《獸電戰隊強龍者 VS Go Busters 恐龍大決戰！ 再見永遠的朋友啊》

本作與《獸電戰隊強龍者》的VS劇場版，本作的第二部VS劇場版，本作亦是《超級戰隊祭》的第六部作品，2014年1月18日上映。
- 《假面騎士×超級戰隊 超 超級英雄大戰》

本作為《宇宙戰隊九連者》與《假面騎士EX-AID》共同合作特別劇場版，2017年3月25日上映，「Beet Buster」於本作登場。
- 《宇宙戰隊九連者 VS SPACE SQUAD》

本作為《宇宙戰隊九連者》的歸來篇，2018年6月30日部分戲院期間限定上映，「Escape」於本作登場。

## 超級英雄時間相關條目
- 2012春《假面骑士Fourze》（第24-48集）
- 2012秋《假面騎士Wizard》（第1-22集）

## 海外播放

### 台灣
台灣東森幼幼台於2013年9月15日至2014年8月24日期間每週日下午5時30分首播國語配音版，並於當天晚上11時重播。
| 台灣 東森幼幼台 星期日 17:00-17:30            | 台灣 東森幼幼台 星期日 17:00-17:30                 | 台灣 東森幼幼台 星期日 17:00-17:30 |
| --------------------------------------------- | -------------------------------------------------- | ---------------------------------- |
|                                               | 特命戰隊Go Busters （2013年9月15日-2014年8月24日） |                                    |
| 海賊戰隊豪快者 （2012年9月16日-2013年9月8日） | 獸電戰隊強龍者 （2014年9月7日-2015年8月2日）       |                                    |

### 香港
香港無綫電視翡翠台於2014年4月6日至2015年4月5日期間每週日上午9時30分以雙語廣播播放粵語配音版和日語版，其中粵語配音版配上繁體中文字幕經myTV SUPER網上直播及節目重溫。
| 香港 無綫翡翠台 星期日 09:30-10:00 2014年6月15日、8月10日、2015年2月1日停播 | 香港 無綫翡翠台 星期日 09:30-10:00 2014年6月15日、8月10日、2015年2月1日停播 | 香港 無綫翡翠台 星期日 09:30-10:00 2014年6月15日、8月10日、2015年2月1日停播 |
| --------------------------------------------------------------------------- | --------------------------------------------------------------------------- | --------------------------------------------------------------------------- |
|                                                                             | 特命戰隊 （2014年4月6日-2015年4月5日）                                      |                                                                             |
| 海賊戰隊 （2013年3月10日-2014年3月30日）                                    | 獸電戰隊 （2015年4月12日-2016年3月6日）                                     |                                                                             |

## 外部連結
- 《特命戰隊Go Busters》朝日官方網站 （页面存档备份，存于）（日語）
- 《特命戰隊Go Busters》東映官方網站 （页面存档备份，存于）（日語）